# 东湖乡 (神池县)
东湖乡，是中华人民共和国山西省忻州市神池县下辖的一个乡镇级行政单位。

## 行政区划
东湖乡下辖以下地区：
东湖村、前窑子村、三山村、铁炉窊村、姜家咀村、余庄子村、靳庄子村、段笏咀村、苍儿窊村、冯庄子村、党家窑村、北辛庄村、九姑村、马连塔村、井儿上村、南辛庄村、大赵庄村、小赵庄村、小寨村、金土梁村、达木河村、羊坊村、柳沟村、利民寨村、黄泥井村、木瓜沟村、青羊渠村和石窝村。